# 天宁岛

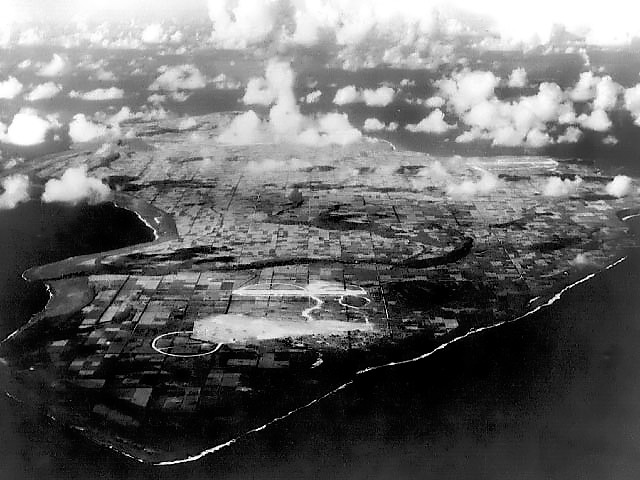
天寧島鳥瞰圖，1944年

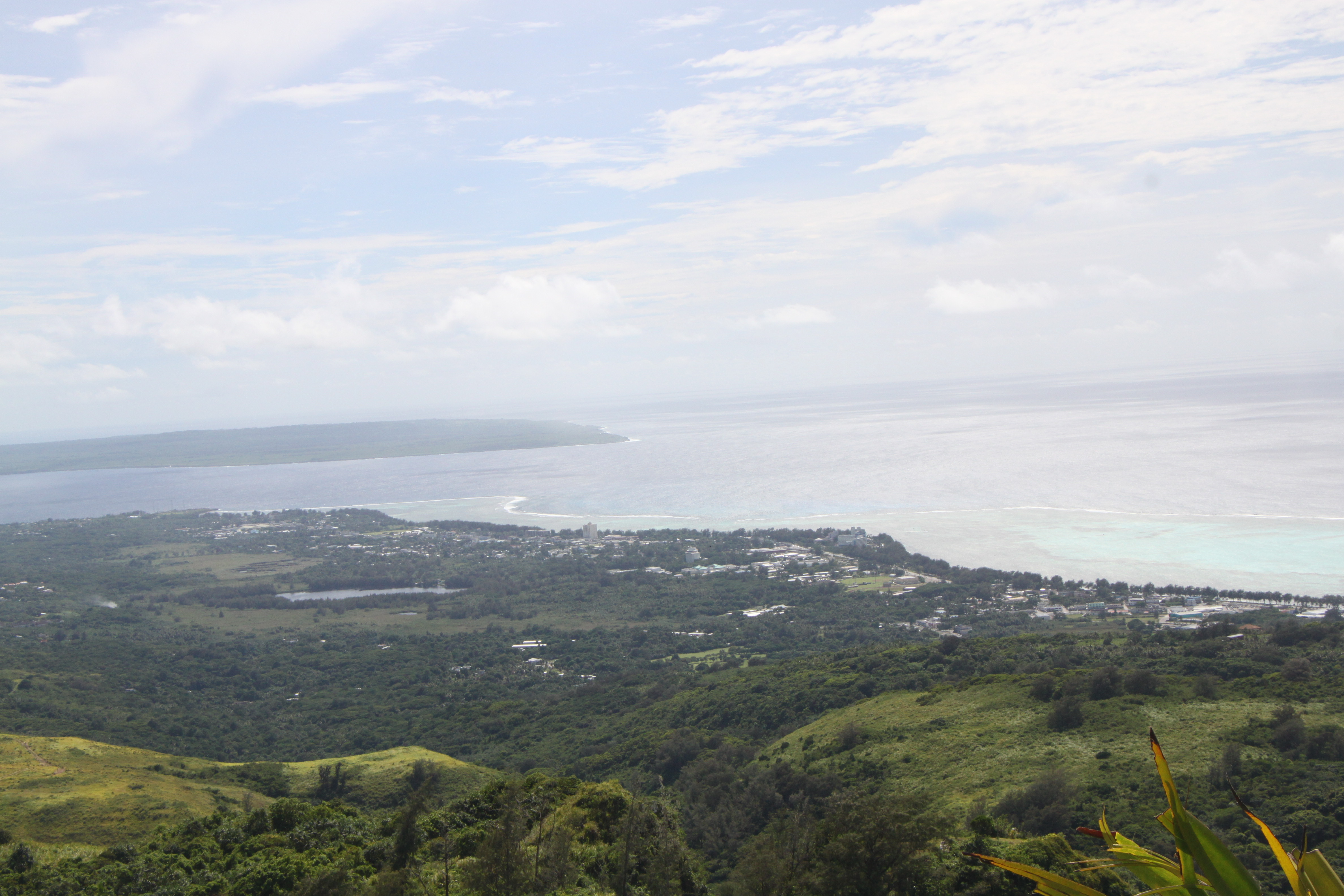
图中近处为塞班岛，远处为天宁岛

天宁岛（英語：Tinian），又譯作提尼安岛，是北马里亚纳群岛三大島嶼之一，位於马里亚纳群岛南部，临近塞班岛。此地出名是因为二战中美国對日本的兩次原子彈轟炸都是从这里装载起飞的，现在島上還留有当时安放原子弹的铁架等遗蹟。
美国军方已经租用了天宁岛北部三分之二的地区作为训练区，租期从1983年至2033年，为期50年。
天宁岛广播发射台于1993年开始建设，当时美国国防部将岛上834英亩的土地转让给美国新闻署。该台于1999年1月开始首次传输信息。天宁岛是美国之音、自由亚洲电台的短波发射台之一，单机发射功率250千瓦，主要向中国、朝鲜、越南等国广播。由于台风摧毁了部分发射设施，以及听众日渐减少，2024年，该发射台关闭。
島上的天寧機場占地面积为800公顷，可供波音727及737客机升降。在2002年7月完成现有机场改建工程后，可供波音747大型客机升降。至於北機場（North Field）是日本在戰前所建，美軍佔領天寧島後擴大建設成為起降B-29的基地，也是原子彈裝載的地點，擴建完成之時是當時全世界最大的空軍基地，不過自1947年關閉之後就漸漸荒廢，但在日本國內爭議普天間基地遷移問題時，一度成為美軍替代的考量方案，2013年美國海軍陸戰隊曾經小幅度整修北機場的跑道作為演習使用，一架KC-130J成了1947年基地關閉之後第二架起降的飛機。
2024年，为了应对可能发生的冲突，美军开始修复已废弃的北机场，并扩建使用中的天宁岛国际机场，以便到时将战机疏散至此。

## 地理

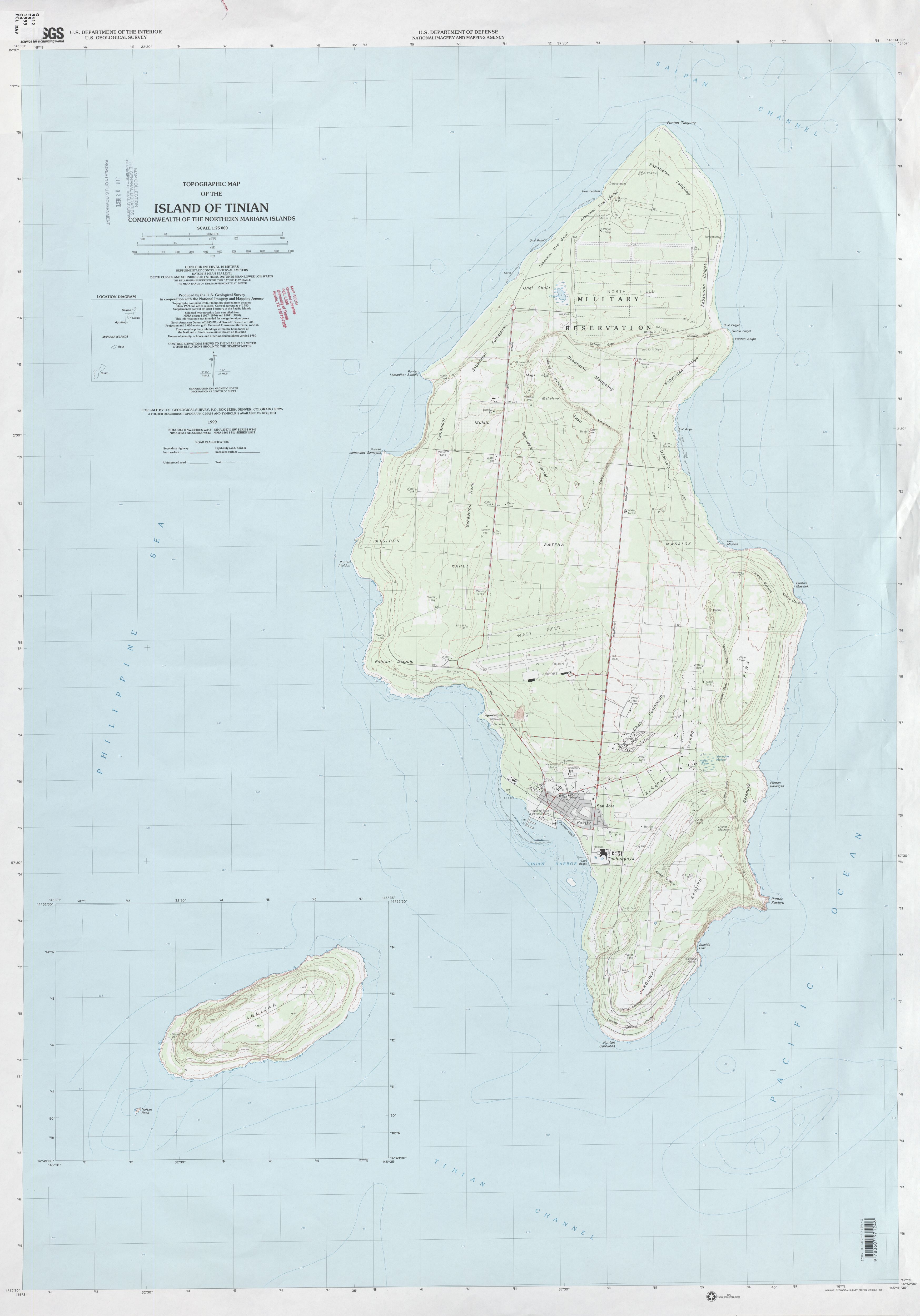
Topographic map of the island of Tinian, showing buildings as of 1999.

天宁岛位於塞班島西南方約5海里（9.3），兩島之間以塞班海峽相隔。天寧島面積約39平方英里（100平方），最高點是卡斯提尤高原（Kastiyu plateau），為187（614英尺）。天寧島的地勢比塞班島平緩。島上有石灰石懸崖與洞穴，四周有多種海洋生物與珊瑚礁。海域清澈而溫暖，適合浮潛、潛水、捕魚。

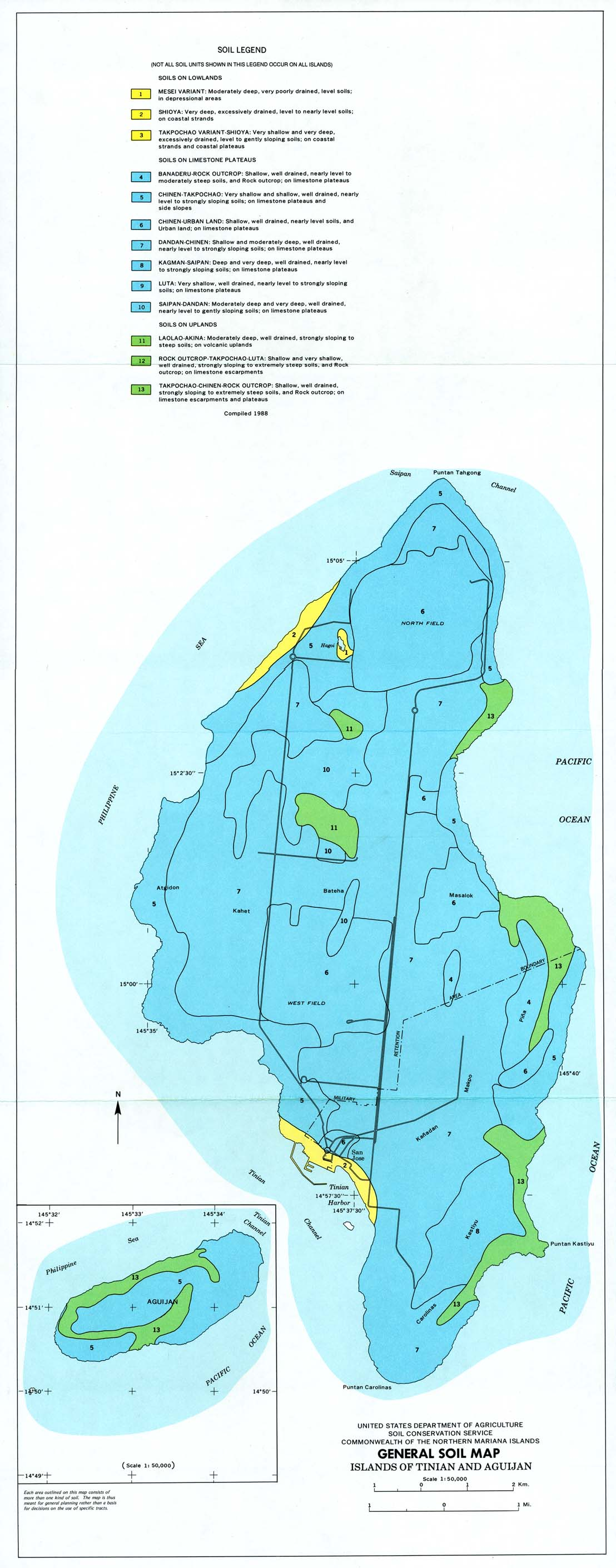
Map of soil types on the islands of Tinian and Aguijan

## 交通
- 天寧機場
- 船舶（塞班）